# Tom Yaacobov
Tom Yaacobov, talvolta riportato come Yakubov (in ebraico תום יעקובוב‎?; 30 giugno 1992), è un triplista israeliano.

## Palmarès
| Anno | Manifestazione              | Sede         | Evento       | Risultato | Prestazione | Note |
| ---- | --------------------------- | ------------ | ------------ | --------- | ----------- | ---- |
| 2013 | Europei U23                 | Tampere      | Salto triplo | nm (q)    | nm (q)      |      |
| 2014 | Mediterraneo U23            | Aubagne      | Salto triplo | 8º        | 15,60 m     |      |
| 2015 | Giochi europei              | Baku         | Salto triplo | Bronzo    | 15,87 m     |      |
| 2016 | Campionati balcanici indoor | Istanbul     | Salto triplo | Bronzo    | 16,23 m     |      |
| 2016 | Campionati balcanici        | Pitești      | Salto triplo | Argento   | 16,44 m     |      |
| 2017 | Universiadi                 | Taipei       | Salto triplo | 7º        | 16,19 m     |      |
| 2018 | Campionati balcanici        | Stara Zagora | Salto triplo | 5º        | 16,02 m     |      |
| 2019 | Campionati balcanici indoor | Istanbul     | Salto triplo | 5º        | 15,99 m     |      |
| 2019 | Campionati balcanici        | Pravec       | Salto triplo | 5º        | 16,28 m     |      |

## Altre competizioni internazionali
2017
- Oro agli Europei a squadre ( Tel Aviv), salto triplo - 16,38 m

2019
- Argento agli Europei a squadre ( Varaždin), salto triplo - 16,39 m